# ミティアナ県

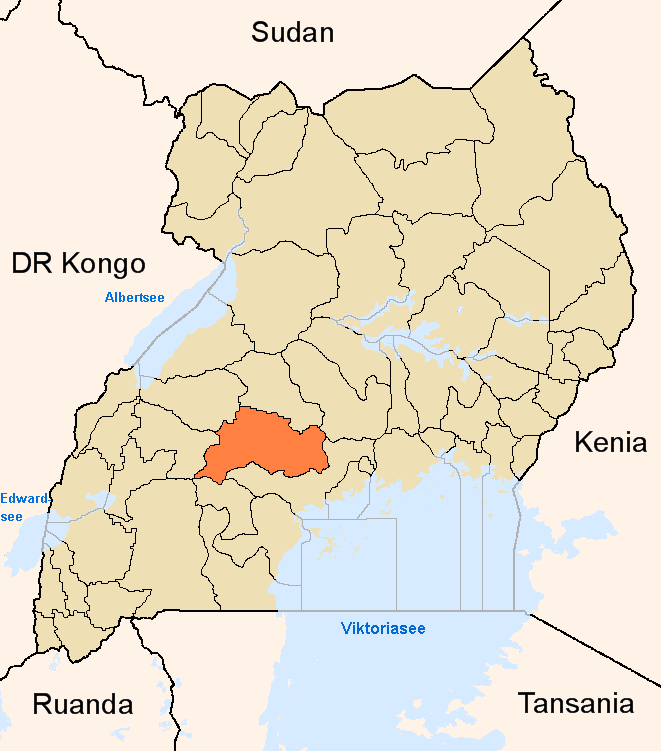
2001年から2005年のムベンデ県、東部がミティアナ県

ミティアナ県 (ミティアナけん、Mityana District) はウガンダ南西部、ブガンダ中部の県。カンパラの西約60kmに位置し、2005年7月1日にムベンデ県から東部のミティアナ郡、ブスジュ郡が分割され設置された。北のミティアナ郡にミティアナTCを含め5、南のブスンジュ（ブスジュ）郡に4の計9副郡、64教区が置かれている。2002年の国勢調査人口は 265,994 人。主な食用作物はマメ、キャッサバ、バナナ、サツマイモ、ジャガイモ、ラッカセイなどで出荷もされ、商品作物にコーヒー、茶、バニラ、ワサビノキ、カカオなどで家畜も飼われている。知事に相当する第5地域議会 (LC5) 議長はムソケ・ジョゼフ。南西部のムベンデ県との間にワマラ湖がある。

## 隣接する県
北にキボガ県、北東にナカセケ県、東にワキソ県、南にムピジ県と接する。

## 脚註
1. 1 2  MITYANA DISTRICT LOCAL GOVERNMENT Five-Year 2007-2012 Orphans and other Vulnerable Children INTEGRATED STRATEGIC PLAN, Jan 2008.